# Stołczno
Stołczno (kaszub. Stołczno, niem. Stolzenfelde) – wieś w Polsce położona w województwie pomorskim, w powiecie człuchowskim, w gminie Człuchów przy drodze krajowej nr .
Prywatna wieś szlachecka położona była w drugiej połowie XVI wieku w województwie pomorskim. W latach 1975–1998 miejscowość administracyjnie należała do województwa słupskiego.

## Zabytki
Według rejestru zabytków NID na listę zabytków wpisany jest park dworski z poł. XIX w., nr rej.: A-342 z 23.04.1996.